# Узгорский замок (Витебск)
Угорский замок, Угорский острог — деревянное оборонительное сооружение Витебска XVI—XVIII вв. Горный замок располагался севернее Верхнего и Нижнего замков в междуречье Западной Двины и Витьбы. Заняли часть Узгорья и Успенской горы. Замок изображен на чертеже Витебска 1644 года.

## История

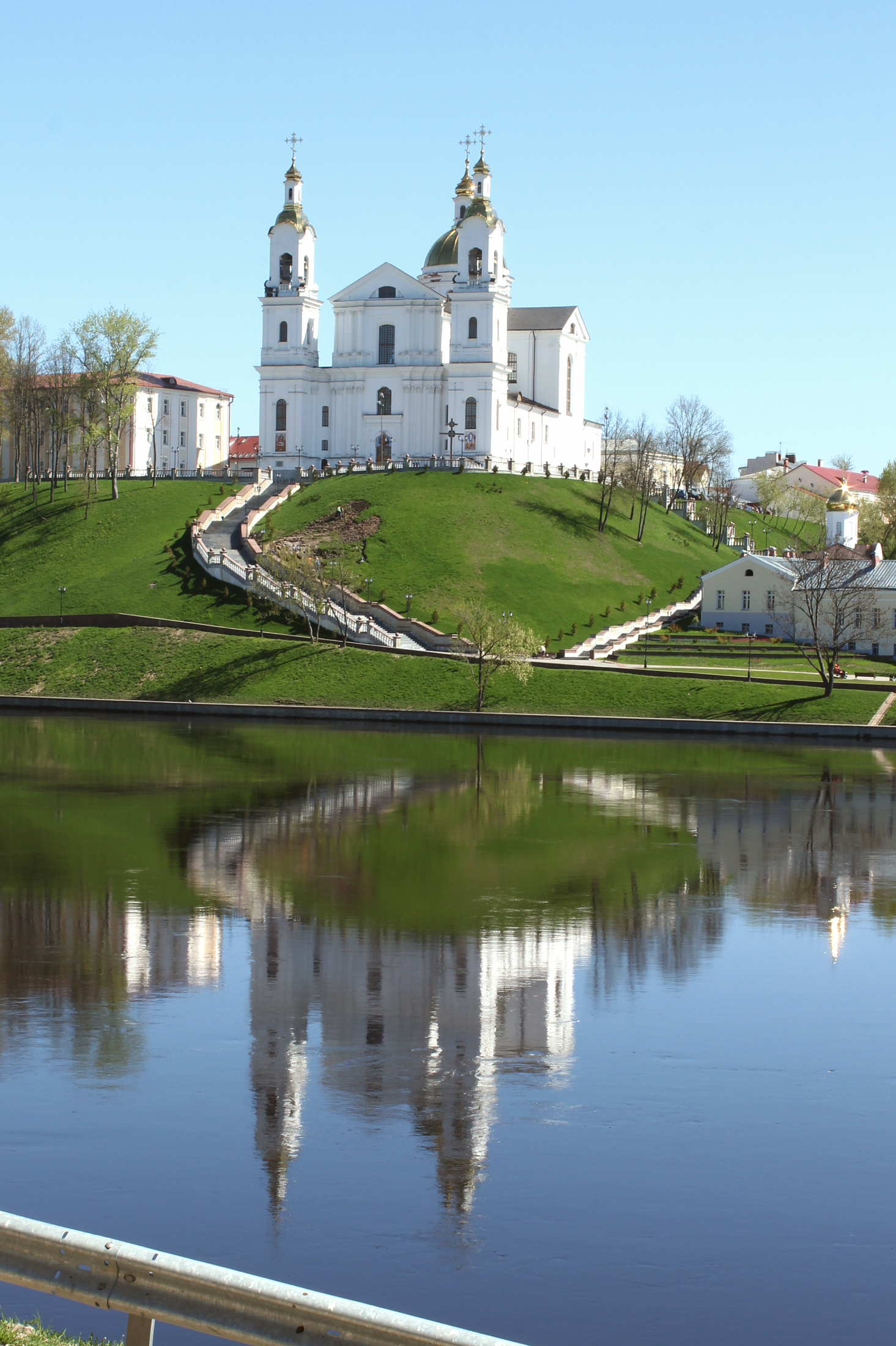
Свято-Успенский собор на Успенской горе (2012 г.)

Первоначальное неукрепленное поселение, возникшее в X—XIII вв., занимало площадь около 2 га на южной и частично восточной окраинах острова, по берегу Витьбы. В XIII—XV вв. поселение расширялось в северном направлении. В XIV—XV вв. здесь были построены Воскресенская и Введенская церкви, церковь Пресвятой Богородицы.
В конце XVI века, когда город получил Магдебургское право, на остров был перенесен торгово-экономический центр Витебска, построены деревянная ратуша, гостевой двор и торговые советы. На рубеже XVI и XVII вв. южная часть острова была окружена деревянными стенами. В документе 1596 г. он именуется «Острог Узгорский», по описям 1641, 1664 гг. известный как Узгорский замок. Замок имел форму, близкую к прямоугольнику, и площадь около 10 га.
По северной границе сооружения (она проходила по современной улице Янки Купалы) была вырыта траншея шириной 15-20 метров и глубиной до 8 метров. Общая длина деревянных укреплений замка в 1656 году составляла около 1800 м. Замок был укреплен 11 деревянными башнями и соединен с Нижним замком мостом через Витьбу. В северной стене находились «Суражские большие проездные ворота», в восточной стене — «Кстовские ворота», в западной стене — «Подзвинские проездные ворота».
В XVII веке территорию замка охватывали улицы Великая (ныне улица Ленина), Узгорская (улица Суворова), Подзвинская (улица Толстого), Богородицкая (улица Комиссара Крылова), Палупиты. На реке Витьбе, у стен Верхнего и Нижнего замков, стояли 2 водяные мельницы — мещанская и монастырская. Они были укреплены и помимо основной выполняли оборонительную функцию. За северной стеной Узгорского острога находилась Узгорская слобода, заселение которой началось в XVI веке. Замок несколько раз горел во время войны России с Речью Посполитой 1654—1667 годов и окончательно был сожжен в 1708 году во время Северной войны по приказу Петра I русскими войсками при отступлении.